# Springville (Califòrnia)
Springville és una concentració de població designada pel cens dels Estats Units a l'estat de Califòrnia. Segons el cens del 2000 tenia 1.109 habitants.

## Demografia
Segons el cens del 2000, Springville tenia 1.109 habitants, 544 habitatges, i 283 famílies. La densitat de població era de 102,7 habitants/km².
Dels 544 habitatges en un 22,2% hi vivien nens de menys de 18 anys, en un 38,6% hi vivien parelles casades, en un 10,3% dones solteres, i en un 47,8% no eren unitats familiars. En el 41,9% dels habitatges hi vivien persones soles el 22,2% de les quals corresponia a persones de 65 anys o més que vivien soles. El nombre mitjà de persones vivint en cada habitatge era de 2,04 i el nombre mitjà de persones que vivien en cada família era de 2,8.
Per edats la població es repartia de la següent manera: un 21,6% tenia menys de 18 anys, un 3,6% entre 18 i 24, un 22,8% entre 25 i 44, un 28,6% de 45 a 60 i un 23,4% 65 anys o més.
L'edat mediana era de 46 anys. Per cada 100 dones de 18 o més anys hi havia 83,3 homes.
La renda mediana per habitatge era de 24.271 $ i la renda mediana per família de 35.000 $. Els homes tenien una renda mediana de 34.375 $ mentre que les dones 31.406 $. La renda per capita de la població era de 19.695 $. Entorn del 21,6% de les famílies i el 25,7% de la població estaven per davall del llindar de pobresa.

## Poblacions més properes
El següent diagrama mostra les poblacions més properes.